# Scelolyperus tibialis
Scelolyperus tibialis is een keversoort uit de familie bladkevers (Chrysomelidae). De wetenschappelijke naam van de soort werd in 1985 gepubliceerd door Chen & Wang in Huang, Han & Zhang.